# MiSide
《MiSide》(미사이드)는 러시아의 인디 게임 개발팀 AIHASTO가 개발한 공포 요소가 있는 어드벤처 게임이다. 2024년 12월 11일에 스팀에서 정식 출시되었다.

## 게임 플레이
《MiSide》의 스토리는 아파트를 배경으로 전개된다. 메인 캐릭터가 스마트폰에서 다운로드한 모바일 게임의 캐릭터인 미타와 플레이어가 상호 작용하는 것으로 시작한다. 플레이어는 퍼즐을 풀고, 아파트를 탐험하고, 게임을 하고, 긴장되고 변화하는 환경에서 숨겨진 비밀을 발견한다. 처음에 앱은 2D, 치비 스타일의 조감도 환경을 제공한다. 게임 내 37일차로 진행된 후, 미타는 예기치 않게 플레이어를 직접 만나고 싶다고 요청한다. 메인 캐릭터가 휴대전화에서 눈을 떼자 그는 아파트의 소파에 앉아 있는 게임 세계의 3D 버전으로 이동한다. 이 새로운 환경에서 플레이어는 적응하고, 작업을 완료하고, 미타와 게임을 해야 한다.
게임은 미타와 카드 게임을 하던 중 중요한 순간, 근처 옷장에서 두드리는 소리가 들릴 때까지 일상적인 활동으로 계속된다. 미타는 무시하지만 플레이어는 조사한다. 플레이어가 옷장을 열지 않기로 선택하면 아직 개발 중인 기능인 평화 모드가 잠금 해제된다. 플레이어가 옷장을 여는 것을 고집하면 미타는 손가락을 튕기고 방을 어둠 속으로 빠뜨린다. 이것이 메인 스토리의 시작을 알린다.

## 구성
플레이어 캐릭터는 스마트폰에서 MiSide라는 생활 시뮬레이션 앱을 받는데 , 여기에는 미타라는 여성 캐릭터가 등장한다. 게임을 37일 동안 한 후, 그는 갑자기 안으로 이동하게 되고, 그곳에서 미타를 직접 만난다. 그녀와 시간을 보내는 동안, 플레이어는 욕실에서 이름이 적힌 카트리지를 발견한다. 그는 나중에 근처 옷장에서 나는 소리를 듣지만, 미타는 옷장을 열지 말라고 고집한다.
플레이어가 여전히 옷장을 열려고 할 때, 미타는 불을 끄면서 그녀의 진짜 모습을 드러낸다. 상반신이 없는 다른 미타의 도움으로 플레이어는 옷장 안에서 문의 열쇠를 찾아 지하실로 가게 되고, 그곳에서 미타의 더 자비로운 버전인 착한 미타를 발견하게 된다. 착한 미타는 플레이어에게 여정에 도움이 될 반지를 준다. 착한 미타는 또한 그가 전에 만난 미타가 미친 미타라는 사악한 거절 버전이라고 알려주는데, 미친 미타는 남자 플레이어를 게임으로 끌어들여 카트리지로 만들어서 그녀와 친구가 되게 한다. 그녀를 풀어주고 미친 미타를 피한 후, 플레이어는 가상 현실을 탐험 하며 다른 버전의 미타를 만나게 되는데, 어떤 이들은 그를 도우려 하고 어떤 이들은 그를 해치려 한다. 그는 또한 미타가 죽으면 리셋되지만 최근의 모든 기억을 잃는다는 것을 알게 된다. 플레이어는 핵심에 도달하여 미친 미타를 리셋하고 현실 세계로 탈출하는 것을 목표로 삼지만, 미친 미타는 모든 곳에서 그의 시도를 방해한다.
결국 플레이어는 성공하고 현실 세계로 돌아갈 준비를 하지만, 미친 미타는 리부트에 영향을 받지 않았고, 플레이어의 진짜 자아가 더 이상 필요 없다고 말하면서 그를 카트리지에 천천히 업로드하고 있었다는 것을 알게 된다. 플레이어가 탈출한 후, 그는 휴대전화에서 앱을 삭제한다. 결국, 미친 미타는 지하에 있는 금고를 열고 휴대용 콘솔을 꺼낸다. 그런 다음 그녀는 플레이어의 이름이 적힌 카트리지를 꺼낸다.
메인 엔딩 외에 두 가지 대체 엔딩이 있다. 플레이어가 지하실의 금고를 여는 데 성공하면 메인 엔딩에서 콘솔을 찾아 카트리지를 제거하게 되는데, 이는 플레이어를 죽인다(콘솔이 켜져 있는 동안 카트리지를 제거하면 게임에 있는 플레이어는 즉사하게 된다). 플레이어가 옷장을 열지 않기로 선택하기 전에 메인 스토리 라인과 다른 조건을 완료했다면, 평화 모드가 활성화되고 미친 미타는 적대적으로 변하지 않는다.

## 개발
《MiSide》는 두 명의 러시아 인디 게임 개발자로 구성된 팀인 AIHASTO에서 개발했다. 게임 프로그래머이자 애니메이터인 MakenCat과 텍스처 및 모델 디자이너인 Umeerai이다. 러시아 더빙 팀인 DreamCast가 게임의 러시아어 음성을 제공했다. 이전에 《학원 아이돌마스터》에서 카츠라기 릴리야 역으로 알려진 하나이와 카나가 미타의 일본어 음성을 제공했다.